# La Estafeta
La Estafeta fue un periódico editado en la ciudad española de Madrid entre 1836 y 1838, durante el reinado de Isabel II.

## Historia
Editado en Madrid e impreso en la imprenta de La Estafeta y en la del editor Francisco de Paula Mellado, contaba con cuatro páginas y tenía periodicidad diaria con dos ediciones: una matutina y otra vespertina cuatro días a la semana. Su primer número apareció el 15 de noviembre de 1836. Desde el 9 de mayo de 1838 se publicó unido al periódico titulado Nosotros, terminando por ser absorbido por este. Fue, según Eugenio Hartzenbusch e Hiriart, el primer periódico —o al menos uno de los primeros— dedicado exclusivamente a noticias.
Se publicaron 296 números que han sido digitalizados por la Biblioteca Nacional de España. Se considera el primer diario ajeno a la política y con dedicación exclusiva a ofrecer, a partir del 15 de noviembre de 1836, noticias nacionales, de las provincias y del extranjero. Muchas de estas noticias fueron extractos de otros periódicos. Informaba sobre las actividades de las Cortes Españolas y de la guerra carlista.